# William Watson (1715-1787)
Pour les articles homonymes, voir William Watson et Watson.
Sir William Watson (3 avril 1715 à Londres – 10 mai 1787 à Londres) est un physicien et botaniste britannique. Les premiers travaux de Watson en histoire naturelle le conduisent à promouvoir la classification de Linné en Grande-Bretagne. Ce sont toutefois ses contributions à la connaissance de l'électricité qui ont assuré sa renommée.

## Biographie

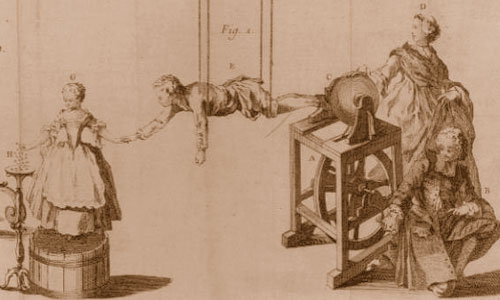
Illustration d'une expérience de Watson tirée de la traduction française (Paris, 1748) de Experiments and Observations tending to illustrate the Nature and Properties of Electricity,

Watson naît à Londres dans le quartier de Smithfield. Il étudie d'abord pour devenir apothicaire. Il se marie en 1738 et, même si ses études ne sont pas terminées, ouvre sa propre boutique dans Aldersgate.
En 1746 Watson montre que la capacité électrique d'une bouteille de Leyde peut être augmentée en la couvrant à l'intérieur et à l'extérieur de feuilles de plomb. La même année il propose que les deux types d'électricité — vitreuse et résineuse — décrits par Charles du Fay sont en fait un surplus (une charge positive) et un déficit (une charge négative) d'un fluide électrique qu'il appelle éther électrique. Il reconnaît que la même théorie a été développée indépendamment par Benjamin Franklin ; les deux hommes deviennent plus tard des amis et des alliés aussi bien en science qu'en politique. En 1762 Watson conseille à l'Amirauté britannique de protéger les entrepôts de poudre de Purfleet avec le paratonnerre de Franklin. En 1769 Watson fait partie avec Franklin, Edward Delaval, Benjamin Wilson et John Canton d'une commission qui recommande de protéger de la même manière la cathédrale Saint Paul.
En 1747, avec Martin Folkes, John Bevis, James Bradley et Charles Cavendish, il tente, à Shooter's Hill (borough royal de Greenwich), à l'aide d'un fil de 6,4 km, de déterminer la vitesse de l'électricité. Le groupe doit conclure que cette vitesse est trop grande pour leurs instruments.
Watson devient membre de la Royal Society en 1741, et son vice-président en 1772. Il reçoit la médaille Copley en 1745.

## Œuvres

### Monographies
- Experiments and Observations tending to illustrate the Nature and Properties of Electricity, Londres, 1746[1]
- A Sequel to the Experiments and Observations tending to illustrate the Nature and Properties of Electricity …, Londres, 1746 (commentaires de Benjamin Rackstrow[4] : Some Remarks on a Pamphlet, intituled, A Sequel to the Experiments and Observations tending to illustrate the Nature and Properties of Electricity, dans Miscellaneous Observations, Together with a Collection of Experiments On Electricity …, Londres, 1748)
- An account of a series of experiments, instituted with a view of ascertaining the most successful method of inoculating the small-pox, Londres, 1768[5]

### Articles (sélection)
- « A Case Wherein Part of the Lungs Were Coughed up. Presented to the Royal Society by William Watson, F. R. S. », dans Phil. Trans., 41 (1741), p. 623–624  (ISSN 0260-7085) — Première communication de Watson comme membre de la Royal Society
- « Some Remarks Occasioned by the Precedeing [sic] Paper, Addressed to the Royal Society by Mr William Watson, Apothecary, and F. R. S. », dans Phil. Trans., 42 (1743), p. 599–601  (ISSN 0260-7085) — Réponse à Pickering.
- « Experiments and Observations, Tending to Illustrate the Nature and Properties of Electricity », dans Phil. Trans., 43 (1745), p. 481–501  (ISSN 0260-7085)
- « An Account of a Manuscript Treatise … Intituled, Traité du Corail … That is to Say, A Treatise upon Coral, and Several Other Productions Furnish’d by the Sea, in Order to Illustrate the Natural History Thereof, by the Sieur de Peyssonnel », dans Phil. Trans. 47 (1752), p. 445–469  (ISSN 0260-7085) — Traduction par Watson d'une communication de Jean-André Peyssonnel : les coraux sont des animaux, non des plantes.
- « Observations upon the Effects of Lightning, with an Account of the Apparatus Proposed to Prevent Its Mischiefs to Buildings, More Particularly to Powder Magazines … », dans Phil. Trans., 54 (1764), p. 201–227  (ISSN 0260-7085)

### Éponymie
- Genre botanique Watsonia Mill.